# سايبورغ

سايبورغ شخصية مصورة

الكائن السيبرنيّ أو العضوية السبرانية أو السايبورغ (بالإنجليزية: cyborg) هو كائن يتكون من مزيج من مكونات عضوية وبيو-ميكاترونية.

## أصل الكلمة
نحت مصطلح «سايبورغ» العالمان الأمريكيان مانفرد كلاينز وناثان كلاين، في عدد سبتمبر 1960 من مجلة «الملاحة الفضائية» (بالإنجليزية: Astronautics)، وهو اختصار لتعبير cybernetic organism بالإنجليزية، ويعني «متعضٍّ سيبرناطيقي».

## نظرة عامة
تشمل الأسماء البديلة للسيبورغ كلًا من الكائن السيبرنيتيكي والكائن السيبر-عضوي والكائن العضوي السيبراني والكائن المعزز سيبرنيتيكيًا والكائن المعدل سيبرنيتيكيًا والكائن التكنو-عضوي والكائن التكنولوجي-عضوي والتكنو-كائن.
على عكس علم الأطراف الاصطناعية (Bionics)، وعلم الروبوتات الحيوية (Biorobotics)، والأندرويدات، فإن السيبورغ هو كائن حي استعاد وظائفه أو اكتسب قدرات محسنة، خاصةً نتيجة دمج مكوّن صناعي أو تقنية تعتمد على نوع من التغذية الراجعة، مثل الأطراف الاصطناعية أو الأعضاء الصناعية أو الزرعات أو في بعض الحالات التكنولوجيا القابلة للارتداء. قد تُمكّن تقنيات السيبورغ أو تدعم الذكاء الجماعي. هناك مفهوم ذو صلة يُعرف بـ «الإنسان المعزز».
على الرغم من أن السيبورغ يُرتبط غالبًا بالثدييات، بما في ذلك البشر، يمكن أن ينطبق المصطلح على أي كائن حي.

### الاستخدام والتمييز
في كتاب السيبورغ: تطور الرجل الخارق (1965) لدي. إس. هالسي، تناولت المقدمة مفهوم «الحدود الجديدة»، والتي لم تكن مجرد الفضاء الخارجي، بل علاقة أكثر عمقًا بين «الفضاء الداخلي» و«الفضاء الخارجي» – باعتبارها جسرًا بين العقل والمادة.
في «بيان السيبورغ»، ترفض دونا هاراواي فكرة الحدود الصارمة بين البشرية والتكنولوجيا، بحجة أن اعتماد البشر المتزايد على التكنولوجيا جعل التمييز بينهما غير واضح. ترى أنه نظرًا لتطور الآلات والتكنولوجيا بفعل البشر، فلا ينبغي الخوف مما صنعوه، بل ينبغي احتضان السيبورغ كجزء من الهوية البشرية. مع ذلك، أعربت هاراواي أيضًا عن قلقها بشأن التناقضات في موضوعية العلم وأخلاقيات التطور التكنولوجي، وأكدت أن «هناك عواقب سياسية للطرائق العلمية في تفسير العالم.»

### التعريف البيواجتماعي
وفقًا لبعض التعريفات، فإن التفاعل الجسدي للبشر مع حتى أبسط التقنيات قد جعلهم بالفعل سيبورغات. على سبيل المثال، يُعتبر الإنسان الذي يحمل جهاز تنظيم ضربات القلب الصناعي أو مزيل الرجفان القابل للزرع سيبورغًا، لأن هذه الأجهزة تقيس الجهد الكهربائي في الجسم، وتقوم بمعالجة الإشارات، ويمكنها توصيل محفزات كهربائية من خلال آلية تغذية راجعة صناعية للحفاظ على حياة الشخص. كما تُعد الزرعات الإلكترونية، وخاصة زراعة قوقعة الأذن التي تجمع بين التعديل الميكانيكي والاستجابة الراجعة، شكلًا من أشكال التعزيز السيبرنيتيكي.
يُشير بعض المنظّرين إلى تعديلات أخرى مثل العدسات اللاصقة وأجهزة السمع والهواتف الذكية والعدسات داخل العين كأمثلة على تكييف الإنسان مع التكنولوجيا لتعزيز قدراته البيولوجية.

### الشرائح الدقيقة والجدل حول التعزيز السيبرنيتيكي
برز اتجاه متزايد لزرع الشرائح الدقيقة داخل الجسم (خاصة في اليدين) لتسهيل العمليات المالية مثل الدفع بدون تلامس أو تنفيذ مهام أساسية مثل فتح الأبواب. لكن هذا الاتجاه قد تم تسويقه بشكل خاطئ على أنه مثال حديث على التعزيز السيبرنيتيكي. في الواقع، لم يلقَ هذا الاستخدام انتشارًا واسعًا خارج مناطق محدودة في الدول الإسكندنافية، وهو لا يُعد زرعًا سيبرنيتيكيًا حقيقيًا، لأنه ببساطة عبارة عن شريحة تعريف بتردد الراديو (RFID) مغطاة بالزجاج، لا تتفاعل مع الجسم البشري، وهي نفس التقنية المستخدمة في زرع الشرائح التعريفية في الحيوانات.

### المنظور الاجتماعي والتطور البشري
مع تزايد انتشار السيبورغات، يرى بعض المنظّرين الحاجة إلى إعادة تعريف الشيخوخة، حيث تم اقتراح تعريف بيو-تكنو-اجتماعي للشيخوخة يأخذ في الاعتبار تأثير التكنولوجيا على تطور الإنسان.
يُستخدم مصطلح السيبورغ أيضًا للإشارة إلى مزيج الإنسان والتكنولوجيا بشكل أكثر تجريدًا، ليشمل ليس فقط الأجهزة المتقدمة مثل الهواتف والحواسيب والإنترنت، ولكن أيضًا الأدوات التي لا تُعتبر عادةً تكنولوجيا، مثل الأقلام والورق واللغة والكلام. فعند استخدام هذه الأدوات، يُصبح الإنسان قادرًا على أكثر مما كان عليه سابقًا.
على سبيل المثال، يُعد الحاسوب أكثر قوة عند اتصاله بأجهزة أخرى عبر بروتوكولات الإنترنت، تمامًا كما تُستخدم الروبوتات الاجتماعية (سواء كانت روبوتات تُساعد البشر أو العكس) للتفاعل مع وسائل التواصل الاجتماعي عبر الإعجابات والمشاركات. لذلك، تشمل التقنيات السيبرنيتيكية أيضًا الطرق السريعة وأنابيب المياه والأسلاك الكهربائية والمباني ومحطات توليد الطاقة والمكتبات وغيرها من البنى التحتية.
اقترح الكاتب بروس ستيرلينغ، ضمن عالمه الخيالي Shaper/Mechanist، فكرة سيبورغ بديل يُدعى «لوبستر» (Lobster)، وهو كائن لا يعتمد على الزرعات الداخلية، بل على هيكل خارجي معزز (مثل الهيكل الخارجي الآلي). على عكس السيبورغ البشري الذي يبدو إنسانًا خارجيًا لكنه صناعي داخليًا (مثل «بيشوب» في سلسلة أفلام Alien)، فإن «لوبستر» يبدو غير بشري خارجيًا ولكنه يحتوي على إنسان داخليًا، كما هو الحال في أفلام مثل Elysium وRoboCop. استُخدم المصطلح في لعبة الفيديو Deus Ex: Invisible War، حيث يظهر نوع من السيبورغات يُدعى «عُمر»، وهو ترجمة روسية لكلمة «لوبستر».

### المنظور التطوري
في عام 1994، طرح هانز هاس تصورًا علميًا عن الكائنات الهجينة بين الإنسان والآلة، وأطلق عليها اسم «الخلايا الفائقة» (Hypercells)، والتي تتميز بقدرتها على توسيع أجسامها البيولوجية باستخدام تقنيات اصطناعية لتعزيز قدراتها الوظيفية. نظريته حول «الإنسان المتحول» (Homo proteus)، وهو المصطلح الذي استخدمه لتمييز هذا النوع عن Homo sapiens، تُعد امتدادًا لنظرية تشارلز داروين في التطور، حيث تدرس مسار التطور البشري وما بعده.
أما في كتابه Novacene من عام 2019، فقد استخدم جيمس لوفلوك مصطلح «السيبورغ» للإشارة إلى الجيل القادم من الكائنات التي ستصبح «المُدرِكين المستقبليين» وستقود الكون نحو «إدراك ذاته». رغم أنه أقر بالعنصر العضوي في تعريف كلاينز وكلاين للسيبورغ، فقد طرح فكرة أن هذه الكائنات ستصنع نفسها بنفسها استنادًا إلى أنظمة الذكاء الاصطناعي التي أنشأناها بالفعل. أوضح استخدامه لمصطلح «السيبورغ» للتأكيد على أن هذه الكائنات الذكية الجديدة ستنشأ، مثلنا، من خلال التطور الدارويني.

### في الرياضة
في عام 2016، أصبح سايباثلون (Cybathlon) أول «أولمبياد» مخصص لسباقات السايبورغ، حيث أُقيم في زيورخ، سويسرا، وكان أول احتفال عالمي ورسمي بالرياضات السيبورغية. شهد هذا الحدث مشاركة 16 فريقًا من أشخاص ذوي إعاقة، استخدموا التطورات التكنولوجية ليصبحوا رياضيين سيبورغيين. تضمنت المنافسات 6 أنواع مختلفة من السباقات، إذ استخدم المتسابقون تقنيات متقدمة مثل الأطراف الاصطناعية الكهربائية والهياكل الخارجية الروبوتية والدراجات والكراسي المتحركة الآلية.
كان هذا الحدث تطورًا ملحوظًا، إذ سمح للأشخاص ذوي الإعاقة بالمنافسة وأظهر كيف يمكن للتكنولوجيا أن تُحدث فرقًا في حياتهم. مع ذلك، أثبت الحدث أن هناك طريقًا طويلًا لا يزال يتعين قطعه في هذا المجال. مثلًا، شمل سباق الهياكل الخارجية تحديات مثل النهوض من الكرسي والجلوس، والمناورة عبر مسار متعرج، والمشي فوق الحجارة، وصعود ونزول السلالم. رغم بساطة هذه الأنشطة، فقد انسحب 8 من أصل 16 فريقًا قبل بدء المنافسة.
مع ذلك، كان أحد الأهداف الرئيسية لهذا الحدث، من خلال هذه الأنشطة البسيطة، هو إبراز مدى تأثير التكنولوجيا والأطراف الاصطناعية المتطورة في تحسين حياة الأفراد. كان من المقرر إقامة الدورة التالية من سايباثلون في عام 2020، لكنها أُلغيت بسبب جائحة فيروس كورونا.